# واشنطن لويز بيريرا دوس سانتوس
واشنطن لويز بيريرا دوس سانتوس (10 أبريل 1975 في ساو باولو في البرازيل – )؛ هو لاعب كرة قدم سابق كان يلعب كمهاجم.

## وصلات خارجية
- واشنطن لويز بيريرا دوس سانتوس على موقع رابطة كرة القدم اليابانية للمحترفين (اليابانية)
- واشنطن لويز بيريرا دوس سانتوس على موقع قاعدة بيانات كرة القدم.إي يو (الإنجليزية)
- واشنطن لويز بيريرا دوس سانتوس على موقع Soccerway.com (الإنجليزية)
- واشنطن لويز بيريرا دوس سانتوس على موقع عالم كرة القدم.نت (الإنجليزية)